# Mauricio Wright
Wilber Mauricio Wright Reynolds (São José, 20 de dezembro de 1970) é um ex-futebolista costarriquenho, que atuava como defensor.

## Carreira
Wright inicia a carreira em 1991, no Saprissa, de onde sairia em 1997 para jogar no Comunicaciones da Guatemala.
Atuaria por San Jose Clash, New England Revolution, Herediano (duas passagens), AEK e Shenyang Ginde.
Wright encerraria a carreira em 2006, após disputar uma única partida pelo Saprissa.

## Seleção
Wright começou a sua trajetória na Seleção Costarriquenha de Futebol em 1994, quando Los Ticos não lograram classificação para a Copa de 1994Seu ápice ocorreu no Mundial de 2002, na Coreia do Sul e no Japão, onde marcou o gol mais importante de sua carreira, contra a China, e comemorou muito.
Deixou a seleção em 2005.

## Prêmios Individuais
Seleção Costarriquenha
- Copa Ouro da CONCACAF: 2003 - BEST XI